# Javier Vilanova Pellisa

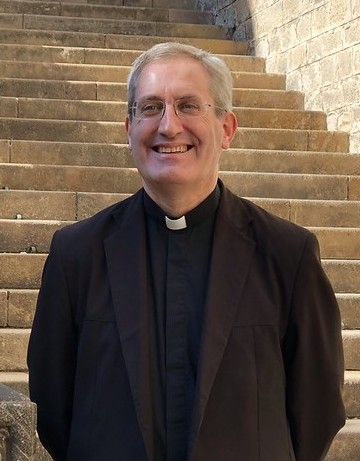
Javier Vilanova Pellisa, 2020

Wappen von Javier Vilanova Pellisa

Javier Vilanova Pellisa (* 23. September 1973 in La Fatarella, Spanien) ist ein spanischer römisch-katholischer Geistlicher und Weihbischof in Barcelona.

## Leben
Javier Vilanova Pellisa studierte Katholische Theologie und empfing am 22. November 1998 das Sakrament der Priesterweihe für das Bistum Tortosa.
Nach der Priesterweihe war er bis zur Ernennung zum Weihbischof in verschiedenen Gemeinden in der Pfarrseelsorge tätig. Daneben war er von 2014 bis 2018 für die Katechese und die Berufungspastoral im Bistum Tortosa verantwortlich. Seit 2007 gehörte er dem Konsultorenkollegium und seit 2015 dem Priesterrat des Bistums an. Von 2016 bis 2018 war er Spiritual am interdiözesanen Priesterseminar Kataloniens, dessen Regens er 2018 wurde.
Papst Franziskus ernannte ihn am 6. Oktober 2020 zum Titularbischof von Empúries und zum Weihbischof im Erzbistum Barcelona. Der Erzbischof von Barcelona, Juan José Kardinal Omella Omella, spendete ihm am 20. Dezember desselben Jahres in der Basilika Sagrada Família die Bischofsweihe. Mitkonsekratoren waren der Bischof von Tortosa, Enrique Benavent Vidal, und der Bischof von Vic, Román Casanova Casanova.